# Atanazy VI bar Kamoro
Atanazy VI bar Kamoro (ur. ?, zm. ?) – w latach 1091–1129 75. syryjsko-prawosławny Patriarcha Antiochii.